# Damnation (film)
Pour les articles homonymes, voir Damnation.
Pour plus de détails, voir Fiche technique et Distribution.
Damnation (Kárhozat) est un film hongrois, réalisé par Béla Tarr, sorti en 1988.

## Synopsis
Dans un paysage dévasté, Karrer vit seul coupé du monde. Chaque soir, il se rend au bar Le Titanic tenu par Willarsky où il peut y voir une chanteuse qui l'attire. Il a avec elle une brève liaison : elle symbolise la force de la vitalité malgré la misère humaine tandis que lui apparaît comme un être fini et ayant accepté sa finitude, un homme sur le déclin, ne gardant plus pour lui qu'un détachement diabolique pour les événements.
Ayant servi d'intermédiaire dans un trafic entre Willarsky et le mari de la chanteuse, Sebestyén, qui part alors convoyer un paquet, il a le loisir de voir de nouveau la chanteuse. Le film alterne les séquences où Karrer poursuit cette femme et celles où l'ennui prédomine à travers des paysages chargés : téléphérique d'usine à la machinerie assourdissante ou pluie battante scrutés sur plusieurs minutes.
La séquence ultime présente une fête populaire dans un bar, où des musiciens jouent pour une foule de tous âges des rythmes de rock'n roll et de slows. Le mari revenu obtient les premières danses puis s'assoupit sous l'effet de l'alcool ; Willarsky obtient les danses suivantes ; ses manières raffinées et son sens des réalités, à l'opposé de la déchéance de Karrer, sont récompensées puisqu'il emmène la chanteuse dans sa voiture.
Trahi, le film s'achève sur l'amertume de Karrer, qui ira dénoncer le trafic de Willarsky et Sebestyén à la gendarmerie, et la folie dans laquelle il s'enfonce, lorsqu'il imitera sous une pluie battante les aboiements des chiens.

## Fiche technique
Sauf indication contraire, les informations mentionnées dans cette section peuvent être confirmées par la base de données cinématographiques IMDb,  présente dans la section « Liens externes ».
- Titre : Damnation
- Titre hongrois : Kárhozat
- Réalisation : Béla Tarr, Ágnes Hranitzky
- Scénario : László Krasznahorkai, B. Tarr
- Photographie : Gabor Medvigy
- Musique : Mihály Vig
- Son : Peter Laczkovich
- Décors : Gyula Pauer
- Costumes :
- Production : Hungarian Film Institute / Mokép Co. / Hungarian Television, Budapest
- Durée : 116 minutes
- Pays d'origine :  Hongrie
- Année de réalisation : 1988
- Sortie en salles en France : 24 avril 2005
- Genre : Film dramatique

## Distribution
- Gábor Balogh
- János Balogh
- Péter Breznyik Berg
- Imre Chmelik
- György Cserhalmi : Sebestyén
- Zoltán Csorba
- József Dénes
- Zoltán Farkas
- Gáspár Ferdinándy
- Jenõ Gaál
- János Gémes
- Károly Hunyadi
- Ágnes Kamondy
- Sándor Kaszab
- Vali Kerekes : la chanteuse
- Gyula Pauer : Willarsky